# Rivne
Rivne (em ucraniano: Рівне; em russo: Ровно, transl. Rovno; em polaco: Równe; em alemão: Rowno) é uma cidade no noroeste da Ucrânia. É o centro administrativo do Óblast de Rivne. Foi criada em 1283. A população estimada (2022) é de 243 870 habitantes.
Entre a Primeira e Segunda Guerra Mundial, a cidade era localizada na Polônia como uma sede em nível de distrito na Voivodia da Volínia. No início da Segunda Guerra, Rivne foi ocupada pelo Exército Vermelho e recebeu seu status atual ao se tornar uma sede do governo regional do Oblast de Rivne, que foi criado a partir da porção oriental da voivodia. Durante a ocupação alemã entre 1941 e 1944, a cidade foi designada como capital da Ucrânia alemã (Reichskommissariat Ukraine). 
Rivne é um importante centro industrial, científico, educacional e cultural da Ucrânia.

## História
Rivne foi mencionada pela primeira vez em 1283 como um dos lugares inabitados da Galícia-Volínia. A partir da segunda metade do século XIV, estava sob comando do Grão-Ducado da Lituânia e em 1569 da Comunidade Polaco-Lituana. Em 1492, foi concedido à cidade o Direto de Magdeburg. Após a Segunda Partição da Polônia em 1793, Rivne tornou-se parte do Império Russo, e em 1797 foi declarada como uma cidade regional da Governação da Volínia.

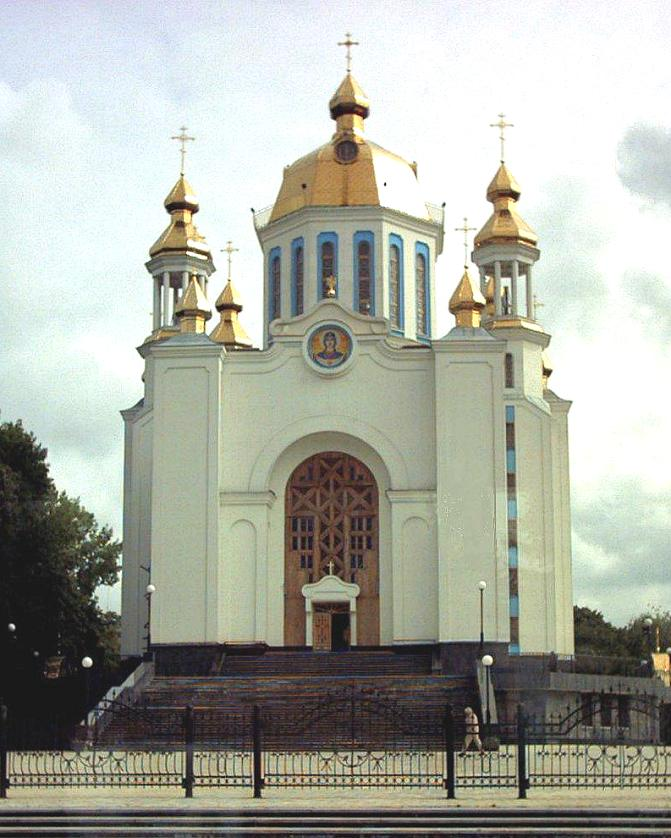
Nova Catedral em Rivne

Durante a Primeira Guerra Mundial, estava sob forças alemãs, ucranianas, bolcheviques e polonesas. Entre abril e maio de 1919, Rivne serviu como a capital temporária da República Popular da Ucrânia. No final do conflito, de acordo com o Tratado de Paz de Riga de 1921, a cidade tornou-se parte da Voivodia polonesa de Volínia, que duraria até a Segunda Guerra Mundial.
Em 1939, como resultado do Pacto Molotov-Ribbentrop e da partição da Polônia, Rivne foi ocupada pela União Soviética. A partir de dezembro do mesmo ano, Rivne tornou-se o centro da recém-criada Oblast de Rivne, dentro da Ucrânia soviética.
Em 28 de junho de 1941, Rivne foi capturada pela Alemanha Nazista, que mais tarde estabeleceu a cidade como o centro administrativo de Reichskommissariat Ukraine. Na época, cerca da metade dos habitantes de Rivne eram judeus; desses, 23 mil foram levados a um pinhal em Sosenki e mortos entre 6 e 8 de novembro. No mesmo período, o ator alemão Olaf Bach foi levado para a cidade para se apresentar para as forças alemãs, para dar moral e apoiar as tropas. Ele permaneceu em Rivne de 8 a 13 de novembro. Foi criado um gueto para os 5 mil judeus restantes na cidade.
Em 2 de fevereiro de 1944, a cidade foi libertada pelo Exército Vermelho na Batalha de Rovno, e permaneceu parte da Ucrânia soviética até a queda da União Soviética em 1991.

Em 11 de junho de 1991, o parlamento ucraniano oficialmente adotou o nome de Rivne para a cidade que era conhecida como Rovno.

## Pessoas
- Iaroslav Alexandrovich Yeudoqiumov - (Em ucraniano Ярослав Олександрович Євдокимов) - vocais, (barítono).Nasceu no dia 22 de Novembro no ano 1946 na cidade Rivne[2] (Ucrânia Ocidental).

## Galeria de imagens

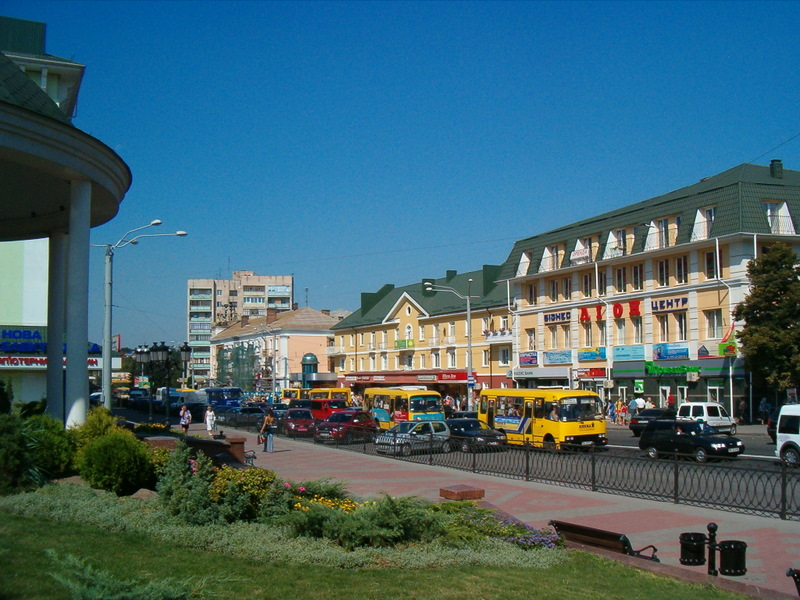
Principal Avenida - Soborna
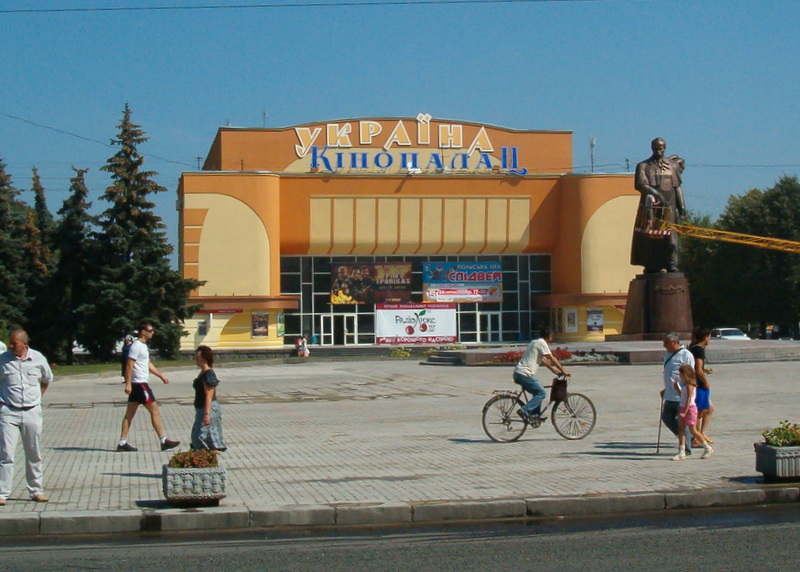
Praça de Independência com monumento ao Taras Shevtchenko
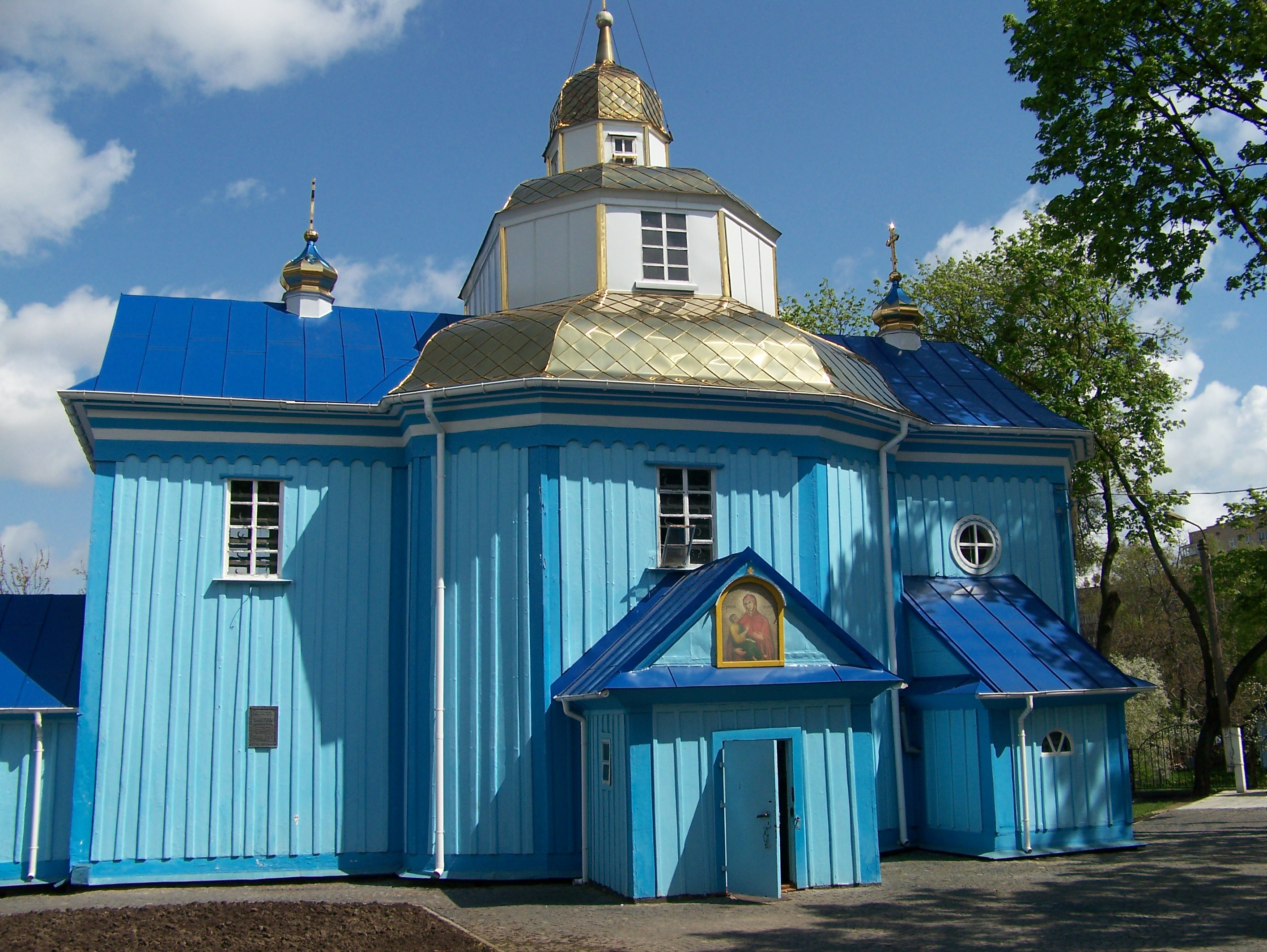
Igreja de Assunção, 1756
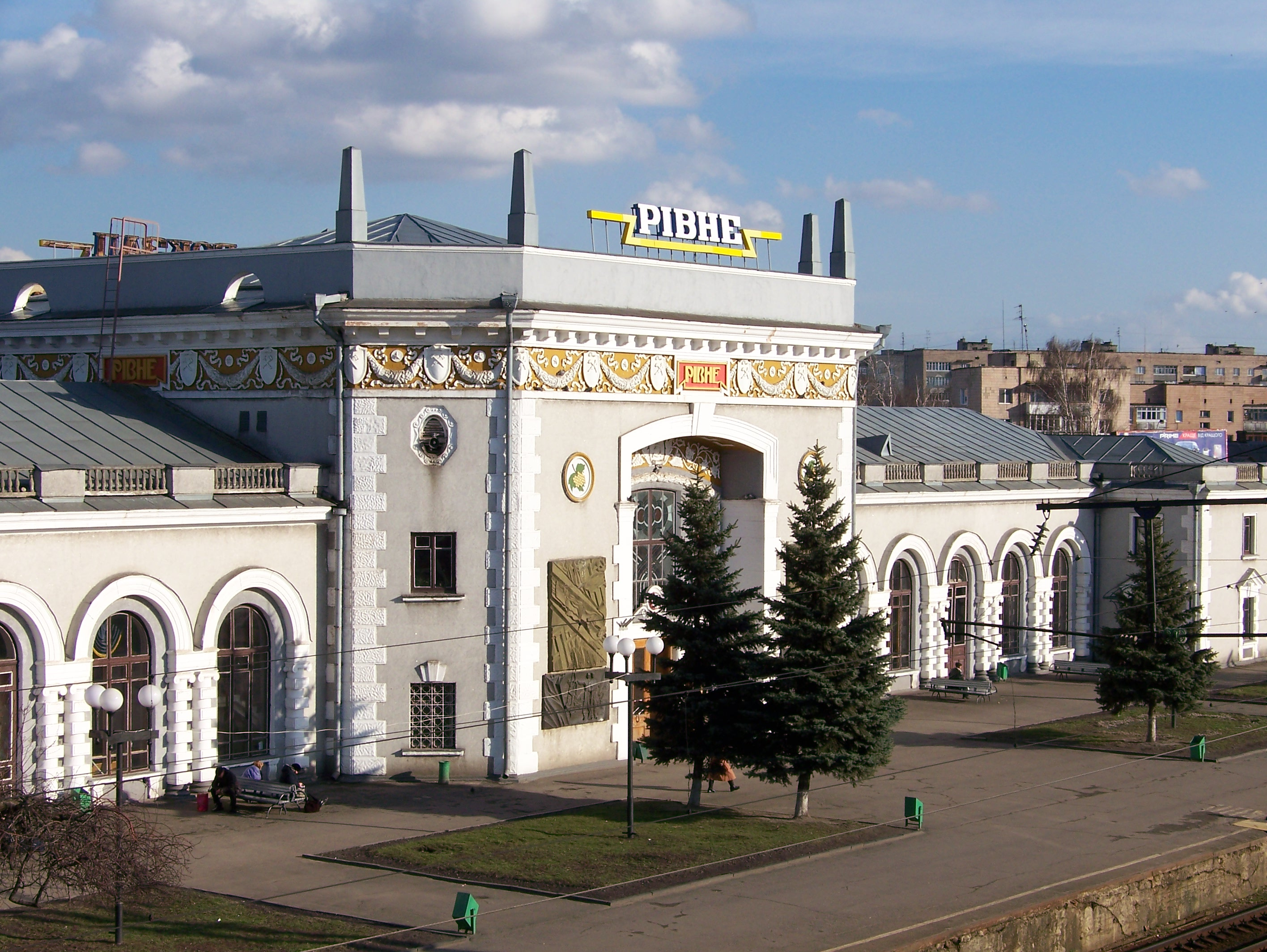
Terminal ferroviária